# Raul Pederneiras
Raul Paranhos Pederneiras (Rio de Janeiro, 11 de agosto de 1874 — Rio de Janeiro, 11 de maio de 1953)[2] foi um caricaturista, ilustrador, pintor, professor, teatrólogo, compositor, ator e escritor brasileiro. Pertencente à belle époque carioca, estudou no Colégio Pedro II e formou-se pela Faculdade Livre de Direito do Rio de Janeiro, em 1896. Foi fundador da Sociedade Brasileira de Autores Teatrais (SBAT) e um dos fundadores do Grêmio Carioca, instituição que agia politicamente na promoção e defesa da memória da cidade do Rio de Janeiro. Raul morreu no dia 11 de maio de 1953.

## Vida e carreira

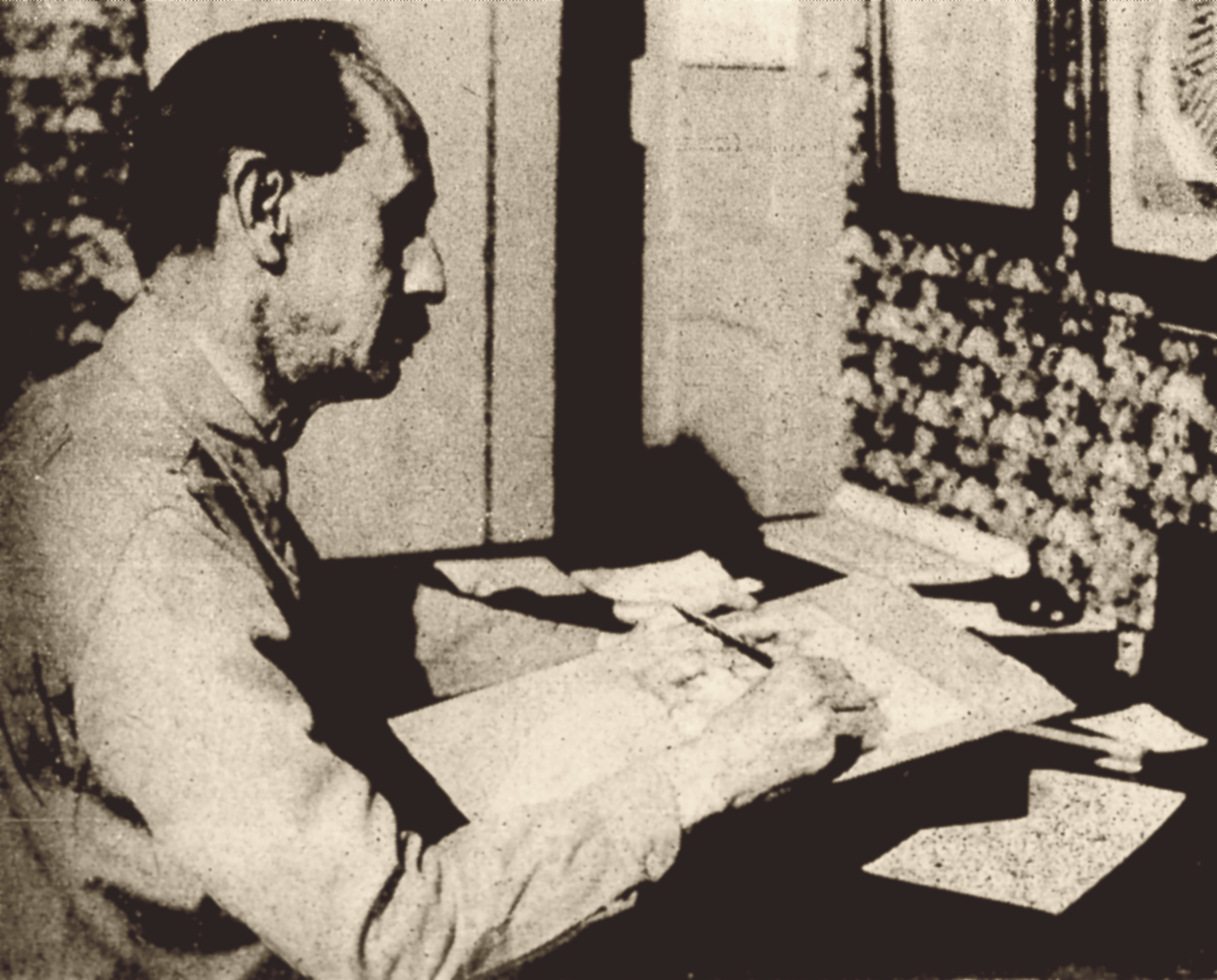
Raul, em 1944.

Raul Paranhos Pederneiras, ou simplesmente Raul, é filho de Manuel Veloso Paranhos Pederneiras, irmão do poeta Mário Pederneiras e do jornalista Oscar Pederneiras. Ele iniciou a carreira em 1898, no diário O Mercúrio, jornal impresso em cores que circulou no Rio de Janeiro ao final dos anos oitocentos. A ilustração publicada na capa da edição de estreia revolucionou a época, pois era a análise dos valores tradicionais concatenado às novidades do tempo. A caricatura mostrava dois personagens: um idoso bem trajado e uma bela jovem, apresentados num cenário urbano. O primeiro dizia em tom de flerte: “– A senhora quer tomar alguma coisa?” ela respondia rapidamente e assustada: “ – Quero, sim. O bonde.”
De seu trabalho como caricaturista se destacam as “Cenas da Vida Carioca”, sátiras aos usos e costumes da classe média carioca, e os “Onomatogramas”, representações gráficas de nomes. Durante toda vida, Raul manteve uma extensa e assídua participação em diversos periódicos cariocas, como a Revista da Semana que, criada em 1900 e ligada ao Jornal do Brasil, teve papel importante para remontar o imaginário carioca e brasileiro do início do século XX. Raul colaborou com o semanário por meio de desenhos e poemas, como desenhos muito interessantes sobre a Revolta da Vacina.
O jornalista ainda trabalhou em O Tagarela, D. Quixote e Fon-Fon, cuja ideia era ser crítico, político e alegre. Um veículo de reflexão sobre os principais pontos e momentos da República por meio de um automóvel, símbolo da modernidade e dos avanços tecnológicos. Além da velocidade do carro, observada na linguagem dinâmica, o objeto buzina dá nome ao semanário que começou a começou a circular no Rio de Janeiro em abril de 1907, a partir de caricaturas e frases irônicas de personalidades da época. A primeira caricatura de Pederneiras apareceu na seção "Cabeça de Turco", onde expunha um portrait-charge de Fradique Mendes. A revista manifestou-se contrária ao projeto de Reforma Ortográfica iniciado em 1907 e concluído em 1912 pela Academia Brasileira de Letras. Na seção "Fragmentos do Novo Diccionario" da Revista Fon-Fon, eles expunham aos leitores as características amplas das palavras e como elas poderiam ser interpretadas das mais variadas maneiras. Embora a seção não fosse assinada, ali estavam presentes os três colaboradores da revista: Raul, J. Carlos e K.Lixto, que integravam a tríade mais famosa de caricaturistas fluminenses da República Velha, na tentativa de revelar a superficialidade da reforma ortográfica.
Raul também atuou em O Malho e no Jornal do Brasil. Pederneiras cursou direito e foi professor na Universidade do Brasil. Ele criticava a emancipação feminina, afirmando que a mulher não tinha capacidade de desenvolver outras atividades além das tarefas domésticas mas, mesmo assim, não incomodou as pessoas por conta das charges ásperas do cenário político da época.
No Jornal O GLOBO, na capa de 29 de julho de 1925, Raul Pederneiras utilizou uma charge satírica para retratar a luta entre Despesa e Receita. O cartunista era reconhecido dentro da história do humor gráfico do Brasil pela responsabilidade de enaltecer a importância de cartuns, charges e caricaturas na construção da informação. Ele também auxiliava a decisão editorial do jornal carioca, que dizia estar compromissado com as demandas da evolução da imprensa nacional e internacional. Pederneiras, como ficou conhecido graças às assinaturas de crônicas editoriais brasileiras, colaborou com O GLOBO por muitos anos, mas já tinha o nome e o talento consagrados na imprensa do país.

## A Crítica na Arte de Pederneiras
Como pintor, sua técnica preferida foi a aquarela, na qual era exímio. Embora tenha figurado em diversas exposições gerais de Belas Artes, realizou apenas uma mostra individual, em 1926, no Liceu de Artes e Ofícios do Rio de Janeiro. Raul escreveu dois álbuns-memórias: Scenas da Vida Carioca, registros escritos, respectivamente, em 1924 e 1935 e que fazem parte do arquivo do acervo iconográfico da Biblioteca Nacional do Rio de Janeiro. No contexto de Brasil pós-abolição, Pederneiras expressava cenas singulares da existência central no Rio de Janeiro, a capital do país na época. As charges retratavam o progresso econômico de uma sociedade pobre civilizada que buscava outras formas de trabalho além do salário. Nos documentos, Raul narra uma cidade que sofre transformações em busca da modernização.
Os traços de Pederneiras não são descritivos ausentes de significado e compromisso, à medida que influenciam criticamente as mudanças tecnológicas e os comportamentos sociais, políticos e culturais provenientes do humor. Por meio da ficção, Pederneiras reflete a história da época para constituir um quadro geral da cidade que estava dividida socialmente. A forma estética escolhida pelo cartunista é o cômico, que aproxima os dois lados: autor e leitor ao reafirmar preconceitos. A linguagem é a sátira em forma de ironia, a fim de representar o mundo de forma subjetiva da posição social do próprio autor e, ao mesmo tempo, assumir a responsabilidade de dizer a verdade e denunciar as injustiças.
Figura polivalente, Raul foi ainda professor de Anatomia e Fisiologia Artística na Escola Nacional de Belas Artes, entre 1918 e 1938; professor de Direito Internacional na Faculdade de Direito da antiga Universidade do Brasil, de 1938 até a sua aposentadoria; teatrólogo e autor de várias revistas, que dividiu com nomes famosos da cena brasileira, como Luís Peixoto e Aporelli; e compositor de cançonetas e de uma opereta. Deixou publicações como o curioso livro Geringonça Carioca: Verbete para um dicionário de gíria, e alguns volumes com versos humorísticos: Com licença (1898), Versos (1900), Musa travessa (1936), além de Direito Compendiado (1931), livro que nove anos antes publicava a primeira edição do dicionário de gírias já citado (Geringonça Carioca).
O poeta Raul, influenciado pelo simbolismo, também fez trocadilhos nos seus textos e caricaturas nas publicações semanais onde atuou. Ele utilizava a rima e outras manifestações verbais de estilo do jornalista, a fim de alterar regras estabelecidas. A união entre as linguagens e as quebras de fronteiras está presente no livro “Figurações Onomásticas: nomes que fazem figura”, publicado por Pederneiras em 1928. A obra é uma série de exercícios a lápis que sugere forma e sentido figurativo à nomes de homens, mulheres e animais. Palavras se tornam imagens e imagens se tornam palavras.
Na época, o Instituto Histórico e Geográfico Brasileiro e a Academia Brasileira de Letras utilizaram a caricatura satírica e humorada de Raul Pederneiras para questionar a sociedade. Outros nomes, como Bastos Tigre e Lima Barreto, participaram do processo de críticas contra o sistema na qual Pederneiras caminhava na contramão.

## "Esta não é a república dos meus sonhos"
A República do Brasil foi a inspiração para Raul para construir os trocadilhos, as frases curtas, as imagens-palavras e as palavras-imagens. Ele percebia a ligação e a relação de cada forma de linguagem com o contexto político, econômico e social da época. A frase "Esta não é a república dos meus sonhos" ilustrou as charges que retratavam as pessoas que vivenciaram o surgimento e a queda do regime republicano no país. Raul era divergente com a visão republicana e enxergava a política como uma troca de ideias e atitudes, que criticavam a ação do governo e a reação da população. Além de representar, Raul foi representado. O amigo K.Lixto desenha Pederneiras em posição de combate segurando um pincel gigante à frente do então Presidente da República Rodrigues Alves e seus partidários. A imagem do cartunista ingênuo que, segundo o próprio K.Lixto, em entrevista ao jornal O GLOBO, "morreu sem inimigos".
O incômodo de Pederneiras eram as promessas não cumpridas dentro da República. A charge de "Zé Povo" retratava uma mulher branca que encarnou-se na República e, ao mesmo tempo, idosa, cansada pela vida enfrentada ao longo do regime republicano. Para Raul, a política, na prática, sempre foi vista como negativa. A seguir, o texto Legisladores, publicado por Raul em Fon-Fon!, em 1907:
“1 – Antes da eleição (na província) Na câmara eu serei o defensor dos interesses do Estado. Hei de baterme ferozmente para que a Federação seja uma realidade, seja a consolidação do Ideal republicano.
2 – Depois de eleito (na Capital) Hoje não posso ir a sessão, tenho um delicioso rendez-vous com dois olhos negros tentadores. - Olha, é natural que eu não possa ir tão cedo á sessão. Preciso descansar um pouco. Vou fazer uma estação de aguas em Caxambu durante três mezes, e depois sigo para a Europa, numa pequena viagem de recreio de ... dous anos.
3 – No fim da legislatura (Noticia dos jornaes) - “Chegou hontem da Europa Sr. Deputado Beltrão, que foi recebido por grande numero de amigos e conhecidos. S. Ex. volta amanhã mesmo para o seu Estado natal, afim de tratar de sua próxima eleição”.

## Pederneiras e a Associação Brasileira de Imprensa (ABI)
Raul Pederneiras foi presidente da Associação Brasileira de Imprensa entre 1915 e 1917. Neste período, defendeu a ideia de estabelecer uma escola de Jornalismo, a fim de refinar e elevar o nível cultural dos profissionais da Comunicação Social no país. Ele seguiu os debates já realizados pela instituição desde 1908, liderados pelo primeiro presidente da entidade, o jornalista Gustavo Lacerda. As discussões giravam em torno da necessidade de investir na formação total dos jornalistas para “habilitar por meio de título de capacidade intelectual e moral o aspirante à profissão de jornalista” (ABI, 2002, p.16).

## Nós pelas costas: notas de um caderno de viagem (1930)
Publicado em 1930 pela Tipografia do Jornal do Brasil, o livro tem 70 páginas divididas em textos e ilustrações, as chamadas "calungas" ou "bonecos caricaturescos" de Pederneiras. A obra foi feita a partir de apresentações de Raul em palestras, além de trechos que ele publicou no próprio Jornal do Brasil. Na capa do livro, a moldura é uma ilustração similar à uma fotografia: uma autocaricatura ao lado do fiel cachorro. Pederneiras e o cão estão vestidos como se estivessem prontos para uma viagem do Rio de Janeiro até a Europa. A imagem retrata o cartunista utilizando chapéu e muitas roupas de frio. Entre os inúmeros bonecos já feitos por Raul, este é ele mesmo, se colocando como um calunga dentro do próprio livro, não deixando dúvidas de se tratar de uma obra humorística. A assinatura típica de suas caricaturas, com o "erre" sobrepondo-se ao "pê", de Raul Pederneiras, atesta a autoria do humorista e não do professor doutor das universidades. Os trocadilhos estão presentes na publicação. Já o título, "Nós pelas costas", era o significado de gírias encontradas no dicionário de verbetes de"Geringonça Carioca". A expressão quer dizer embaraçado, assustado ou atrapalhado.
O texto concatena auto avaliação com críticas ao Brasil republicano de 1920. A viagem do Rio de Janeiro até a Europa durou 9 dias. Era uma tentativa de encontrar sentido nas mudanças do país, sobretudo na capital carioca, que era fortemente influenciada pelos Estados Unidos. Pederneiras conheceu a Europa no final de 1927 e escreveu inúmeras colunas de jornal a partir dela: "De terra em terra" era publicada no Jornal do Brasil utilizando cartas enviadas por Raul a Octávio Tavares e Alberto de Lima. Já o retorno ao Rio durou 17 dias.
Pederneiras fez palestras durante a viagem e publicou trechos na Revista da Semana, nos quais aborda o hábito dos europeus com relação às barbas e bigodes. Ele encerra o momento com a seguinte frase: “[...] A obra rotariana deve ativar a propaganda pacifista; a fraternidade só é vista nos livros e em raros monumentos, mas ainda não penetrou no coração dos homens.”

## Conclusão
Raul Pederneiras foi influenciado por Julião Machado (1863-1930), personagem que inicia no Brasil o desenho de contorno sem sombreado, repleto de humor. Os pseudônimos de Raul: Luar, O.I.S., Oscar, J., Xisto e Pan seguem a referência do mestre Machado. Foram cerca de 50 anos de atividade artística, com modificações humanas na sociedade, mas sem alterações no estilo irreverente de Pederneiras.